# Стринадюк Роман Михайлович
Стринадюк Роман Михайлович (* 14 березня 1935 — † 31 березня 2010, Косів, Івано-Франківської області) — український майстер з художньої обробки металу та шкіри; 1980 — член НСХУ, 2003 — заслужений майстер народної творчості України.

Майстер Роман Стринадюк

За основним фахом інженер, закінчив Дрогобицький технікум нафти і газу та 1972 року - Івано-Франківський інститут нафти і газу. 
Мистецтва викладання металом навчився у свого батька, який був учнем Василя Девдюка.
Виробляв такі декоративні речі: згарди, люльки, оклади до Євангелія, декоративні пістолі і рушниці, пояси, ковані скрині, хрести.
Брав участь у багатьох виставках та етнографічних фестивалях
Його твори зберігаються у музеях України та приватних колекціях.

## Джерело
- Національний музей народного мистецтва Гуцульщини та Покуття